# Korsická rallye 1986
Korsická rallye 1986 byla pátou soutěží mistrovství světa v rallye 1986. Vítězem se stal Bruno Saby na voze Peugeot 205 Turbo 16 E2. Při soutěži tragicky zahynul Henri Toivonen.

## Průběh soutěže
Zpočátku vedl Timo Salonen s vozem Peugeot 205 T16 E2. Očekával se jeho souboj o vítězství s Henri Toivonenem, který pilotoval vůz Lancia Delta S4. Hned v prvním testu odstoupil Didier Auriol s vozem MG Metro 6R4 kvůli úniku oleje. Na druhé pozici jel s dalším Peugeotem Bruno Saby. Pátý nejrychlejší čas držel Miki Biasion s další Lancií. Třetí Peugeot pilotovala Michele Mouton. Toivonen se postupně posunul díky několika vyhraným testům na vedoucí pozici. Navíc Salonen později těžce havaroval a Mouton měla problémy s převodovkou. Oba tak ze soutěže odstoupili a Saby se stal posledním jezdcem Peugeotu v soutěži. Salonenovi pomáhal Markku Alen s poslední Lancií a přišel tak o druhé místo, na které se posunul Biasion. Před Alena na čtvrtou pozici se posunul i Francois Chatriot na soukromém voze Renault Maxi 5 Turbo. Kvůli požáru odstoupil i jezdec MG Malcolm Wilson a posledním jezdcem týmu tak zůstal Tony Pond. Ve skupině A vedl Yves Loubet na voze Alfa Romeo GTV6. 
Úvod druhé etapy vyhrál Saby před Toivonenem. Ten odpověděl vítězstvím v několika testech a vrátil se do čela. V devatenáctém testu ale Toivonen havaroval a v troskách automobilu i se svým spolujezdcem zemřel. Soutěž i přes to pokračovala a na vedoucí pozici byl Saby. Jezdci Lancie Alen a Biasion byli odvoláni. Druhá pozice tak patřila Chatriotovi a třetí Loubetovi, který zvítězil ve skupině A. 

## Výsledky
1. Bruno Saby, Fauchille – Peugeot 205 Turbo 16 E2
2. Francois Chatriot, Perin – Renault Maxi 5 Turbo
3. Yves Loubet, Vieu – Alfa Romeo GTV6
4. Jean Ragnotti, Thimonier – Renault 11 Turbo
5. Torre, De La Foata – Renault 5 Turbo
6. Rouby, Martin – Renault 5 Turbo
7. Nerri, Demedardi – Renault 5 Turbo
8. Kenneth Eriksson, Dietman – Volkswagen Golf II GTI 16V
9. Casanova, Martini – Talbot Samba
10. Gardavod, Levivier – Porsche 911 SC RS